# P-11 (Spanje)

De P-11

De P-11 of Acceso Sur a Palencia is een autovía in Castilië-León. De stadssnelweg is 4 kilometer lang en verbindt de A-67 met Palencia.